# La Wally
La Wally je veristická opera italského skladatele Alfreda Catalaniho vzniklá v roce 1892, jejíž premiéru uvedla milánská La Scala. Mimo italská jeviště je dnes tato opera uváděna spíše výjimečně. Poměrně vyhledávanou (a uváděnou samostatně na pěveckých koncertech) však zůstává árie Ebben, ne andrò lontana (No a? Odejdu odtud daleko).

## Stručný děj
Opera odehrávající se kolem roku 1800 v prostředí rakouských Tyrol vypráví tragický příběh mladé ženy, statkářky Wally. Zatímco ona posedlé miluje udatného lovce Hagenbacha (hrdinný tenor), uchází se o ni jejím otcem protežovaný Gellner (baryton). Po mnoha peripetiích, kdy už se zdá, že štěstí Wally a Hagenbacha nestojí nic v cestě, zasáhne počasí: strhne se lavina, která Hagenbacha smete a Wally skočí za ním.

## Hudební charakteristika díla
V Catalaniho hudbě lze vypozorovat jednak citelný vliv Richarda Wagnera, kterého velmi obdivoval, ale i svého vrstevníka Pietra Mascagniho (Sedlák kavalír měl premiéru necelé dva roky pred La Wally). 

## Jediné uvedení v Česku
Doposud jedinou incenaci této opery v Česku uvedlo v roce 2012 Národní divadlo Moravskoslezské v nastudování Roberta Jindry. Díky festivalu Opera 2013 mohli tuto inscenaci zhlédnout i diváci v Praze.